# Bouvancourt
Bouvancourt är en kommun i departementet Marne i regionen Grand Est (tidigare regionen Champagne-Ardenne) i nordöstra Frankrike. Kommunen ligger i kantonen Fismes som tillhör arrondissementet Reims. År 2022 hade Bouvancourt 175 invånare.

## Befolkningsutveckling
Antalet invånare i kommunen Bouvancourt
| Referens: INSEE |